# Pristostegania trilineata
Pristostegania trilineata är en fjärilsart som beskrevs av Moore 1867. Pristostegania trilineata ingår i släktet Pristostegania och familjen mätare. Inga underarter finns listade i Catalogue of Life.